# 韦立德一世
韦立德·本·阿卜杜勒-麦立克·本·麦尔万（羅馬化：al-Walīd ibn ʿAbd al-Malik ibn Marwān；约674年—715年2月23日），通称韦立德一世（阿拉伯语：الوليد الأول），是倭马亚王朝的第六位哈里发（705年－715年在位）。他是前一位哈里发阿卜杜勒-麦立克（685-705年在位）的长子，继位之前，他曾于695-698年领导了四次对拜占庭帝国的年度袭击，并沿叙利亚沙漠-麦加的道路修建了几座堡垒。父亲的指定继承人、叔父阿卜杜勒-阿齐兹·本·麦尔万于704年去世后，他成为了新的继承人并于705年顺利继位。
韦立德很大程度上延续了父亲的中央集权、对外扩张政策，同时也严重依赖于权臣哈查只·本·优素福，后者从其父时代起就任东半哈里发国的总督。他在位期间，倭马亚军队征服了马格里布、伊比利亚半岛、信德与河中，将哈里发国的领土扩张到史上最大。他还用征服所获得的巨额财富修建或扩建了许多著名公共建筑，如大马士革大清真寺、耶路撒冷的阿克萨清真寺、麦地那的先知清真寺。他还是第一个建立社会福利制度的哈里发，向叙利亚的穷人与残疾人提供了援助。虽然难以确定他在国家事务中发挥了多少实际作用，但他在位期间，哈里发国内部确实和平且繁荣，倭马亚王朝也达到极盛。

## 早年经历
约674年，韦立德出生于麦地那，他的父亲阿卜杜勒-麦立克·本·麦尔万是倭马亚氏族的一员，倭马亚氏族又是穆罕默德所属的古莱氏部落的一支。韦立德出生时，另一位倭马亚氏族成员穆阿维叶一世正担任哈里发，但后者属于定居叙利亚的倭马亚氏族素福彦支系，韦立德的家族则属定居希贾兹的阿卜杜勒-艾斯支系。韦立德的母亲名叫韦拉德·宾特·阿拔斯·本·杰兹厄（Wallāda bint al-ʿAbbās ibn al-Jazʾ ），是6世纪盖特方部落联盟艾卜斯部落首领祖海尔·本·杰齐迈的第四代后裔。684年，第二次穆斯林内战爆发，各地穆斯林奋起反抗倭马亚王朝的统治，希贾兹的倭马亚氏族成员被自称哈里发的阿卜杜拉·本·祖拜尔驱逐。到达叙利亚后，韦立德的祖父，年长的政治家麦尔万被以凯勒卜部落为首的，当地支持倭马亚氏族的诸阿拉伯部落拥立为新哈里发，有了他们的支持，麦尔万恢复了倭马亚王朝对叙利亚和埃及的统治。之后阿卜杜勒-麦立克继位，重占阿拉伯半岛、伊拉克及附属于伊拉克的东部地区，再次统一了哈里发国。得益于伊拉克总督哈查只·本·优素福的关键作用，他得以在国内推行几项中央集权改革，巩固了倭马亚王朝的统治。

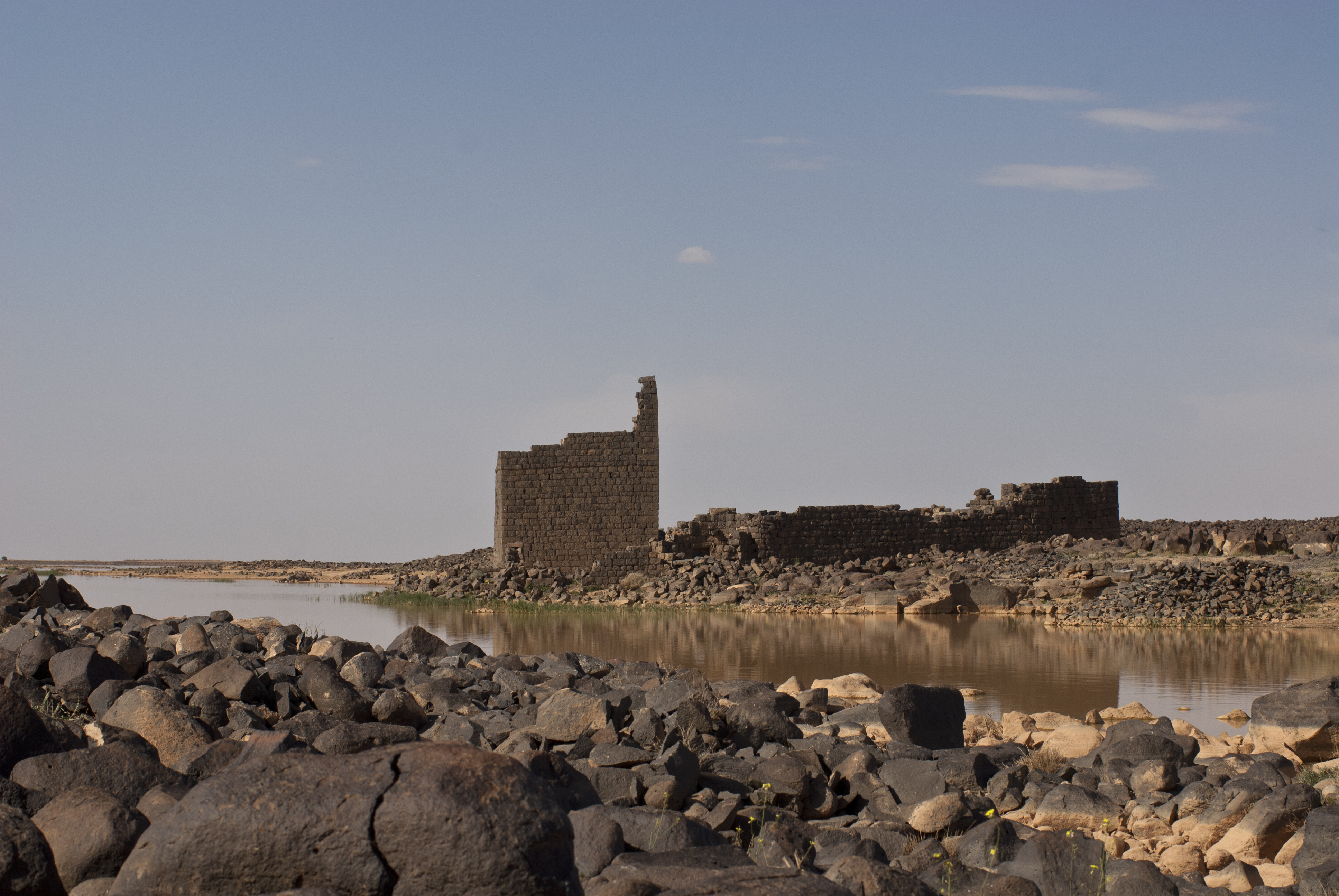
布尔古城堡，位于叙利亚沙漠之中，700/701年，韦立德还是个王子时主持修建或是扩展了这座堡垒

689年，拜占庭帝国（东罗马帝国）与倭马亚王朝签订了为期十年的和平条约，但692年战争再次爆发。倭马亚王朝此后采取了每年向两国边界关隘地带拜占庭一侧发起远征的战略，其中695-698年的四次远征由身为哈里发之子的韦立德领导。696年夏，他袭击了马拉蒂亚与摩普綏提亞之间的地区，次年又攻击了马拉蒂亚以北一个阿拉伯史料称之为“阿特马尔（Atmar）”的地区。698年，他领导了前往麦加的年度朝觐队伍。
700/701年，韦立德为布尔古城堡的修建或扩展提供了资金；这座堡垒位于叙利亚沙漠之中，将北边的巴尔米拉与南边的艾兹赖格盆地、锡尔汉谷地联系在一起，成为前往两大圣地麦加、麦地那路上的重要一站；铭文“埃米尔韦立德，信士们的长官之子”证明了他的赞助。根据学者杰尔·L·巴哈拉赫的说法，与此堡垒相距不远的杰拜尔·赛斯（Jabal Says）也是由韦立德建造的，此地位于他的行动基地盖尔亚廷与布尔古城堡之间，可能用于充当贝都因人的夏季营地。巴哈拉赫推测，韦立德修建这些位于阿拉伯部落领地之内的建筑可能是为了保证他们的忠诚，这在内战时期对倭马亚王朝来说非常关键。

## 哈里发

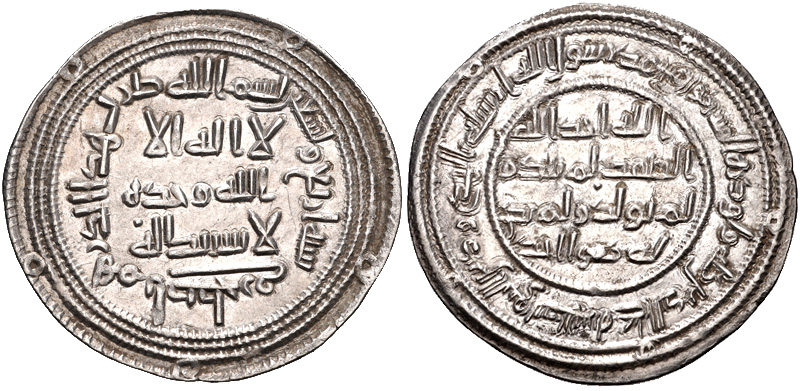
韦立德时期在伊什塔赫尔铸造的银第尔汗

麦尔万在世时，曾指定另一个儿子阿卜杜勒-阿齐兹将在阿卜杜勒-麦立克之后接班，但韦立德的父亲在统治临近终点时，在权臣哈查只的支持下试图推翻这一安排，让韦立德直接继位。时任埃及总督的阿卜杜勒-阿齐兹拒绝接受，不过他于704年或705年初先于阿卜杜勒-麦立克去世，韦立德面前的最大阻碍也随之消失。705年10月9日，阿卜杜勒-麦立克去世，韦立德继位。他很大程度上延续了父亲的中央集权与对外扩张政策；但不同于父亲的是，韦立德很大程度上倚靠哈查只统治，并允许其自由控制哈里发国东半部，不仅如此，哈查只还对中央政府的决策有极大影响力，许多官员的任命与解雇都是源于这位总督的提议。这种显赫地位使得中世纪穆斯林史料中讨论哈查只的频率超过讨论阿卜杜勒-麦立克与韦立德，他在东部的任期（694-714年）标志着两代哈里发政策的连续性。

### 领土扩张

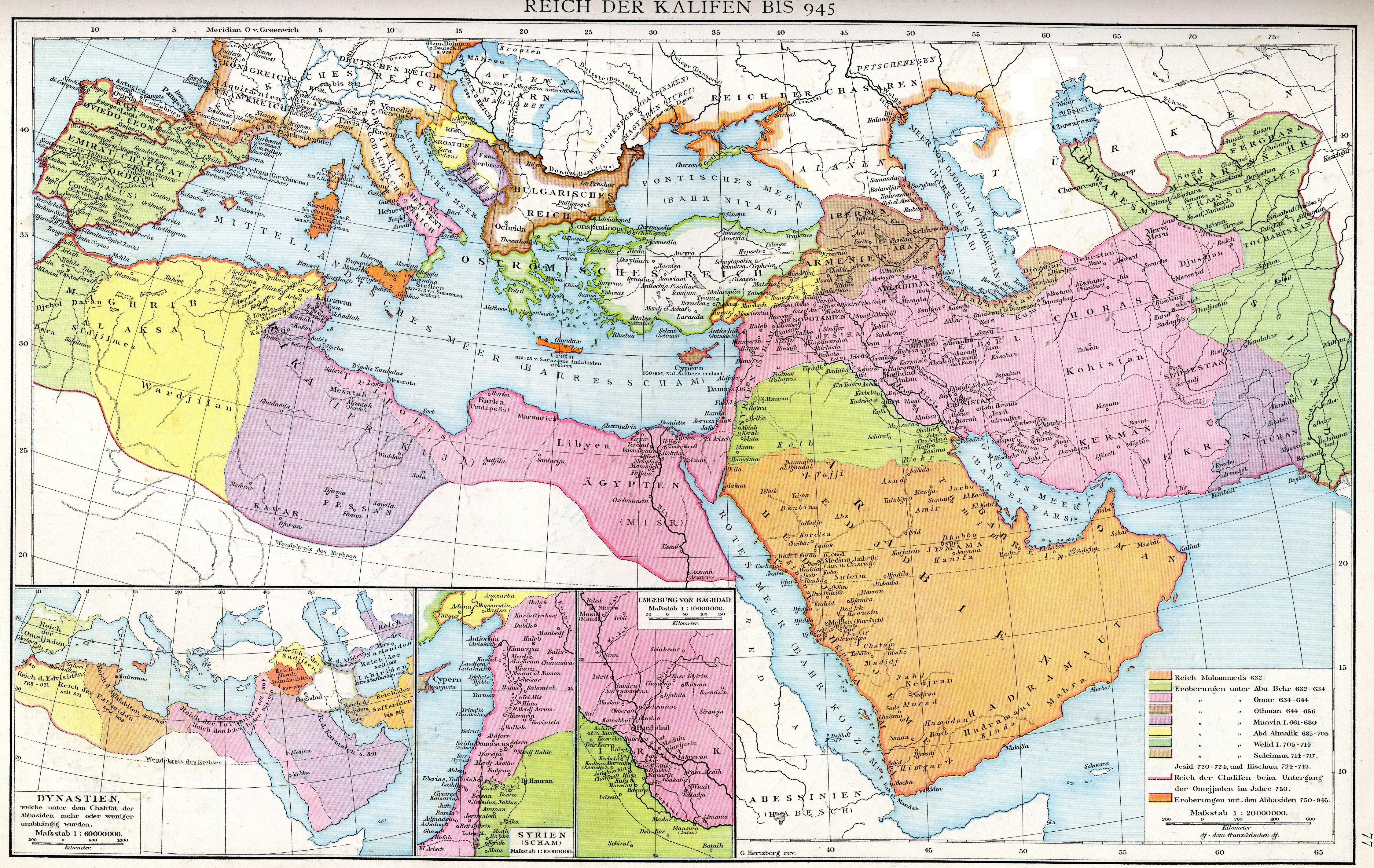
表现哈里发国领土扩张的地图，韦立德在位时，图中绿色标识的地区（马格里布、伊比利亚半岛、信德、河中）被阿拉伯人占领

学者尤利乌斯·威尔豪森指出，韦立德时期，倭马亚军队“获得了新动力”，开启了“大征服时代”。韦立德在位后期，倭马亚王朝的领土扩张到史上最大。哈查只坐镇伊拉克，东部边疆的扩张在他的监督下进行，他虽没有亲自参与战斗， 但挑选并派出了合适的指挥官，并向其提供了充足的装备与资金。
东北面，705-715年间，哈查只的副手、呼罗珊总督屈底波·本·穆斯林领导了许多支前往河中地区的远征军，在此之前，早期穆斯林征服者很少能到达这一地区。尽管他的目的地距呼罗珊的阿拉伯驻军城镇很远，地形与气候也对阿拉伯人不利，敌人还有数量优势，屈底波还是通过一次次的袭击取得巨大战果：706-709年，他迫使布哈拉（古称安国、捕喝）投降，711-712年，花剌子模（古称货利习弥、火寻国）与撒马尔罕（古称康国、飒秣建）投降，713年费尔干纳（古称拔汗那）投降。大多数穆斯林征服者会在征服地定居部分阿拉伯人，但他没有尝试让阿拉伯人在河中定居，当地的邦君只是要向倭马亚王朝进贡，承认其宗主权就可基本保持原有的权力。只有撒马尔罕与布哈拉两城例外，城中设置了阿拉伯守军与税务官员，祆教寺庙被夷为平地，撒马尔罕还建起了清真寺，这最终使两城成为伊斯兰-阿拉伯文化的两大中心。另外在东南方，哈查只派他的侄子穆罕默德·本·卡西姆进攻印度，自708/09起，他逐渐征服了南亚的西北角——信德。
西面，自阿卜杜勒-麦立克时代就开始任职的易弗里基叶（北非中部）总督穆萨·本·努赛尔征服了赫瓦勒、泽纳泰、库塔迈三大柏柏尔人部落联盟，开始向马格里布（北非西部）挺进。708/09年，他征服了丹吉尔与苏斯这两大分列现代摩洛哥南北的城市，任命自己的儿子麦尔万为丹吉尔长官，柏柏尔人麦瓦里（附属者）塔里克·本·齐亚德为苏斯长官，同年，又派另一个儿子阿卜杜拉袭击巴利阿里群岛。711年，塔里克率军进攻伊比利亚半岛的西哥特王国，次年穆萨又亲率援军到达。到716年，也就是韦立德死后一年，整个伊比利亚半岛已几乎完全被征服。征服河中、信德与伊比利亚所获得的巨额战利品的数量不亚于哈里发欧麦尔（634-644年在位）时期早期穆斯林征服所获。
韦立德任命同父异母的兄弟麦斯莱麦为贾兹拉（上美索不达米亚）这一靠近叙利亚中央政府的省份的总督，命令他袭击拜占庭帝国与哈里发国交界的地区。尽管麦斯莱麦在省内建立了较稳固的权力基础，但没有获取多少新领土。只是在约708年，经长期围攻，阿拉伯军夺取了拜占庭帝国的提阿纳城。韦立德还任命几个儿子为叙利亚诸驻军区长官：阿拔斯任霍姆斯长官，与叔父麦斯莱麦共同进攻拜占庭帝国，阿卜杜勒-阿齐兹任大马士革长官，欧麦尔任约旦长官，二人都曾参与进攻拜占庭帝国的战役。韦立德本人并未参加任何扩张战役，710年他曾以哈里发的身份带领朝觐队伍到达麦加，也算是离开过叙利亚。

### 国内政治
693-700年之间，阿卜杜勒-麦立克与哈查只共同推进了国内的改革，用一套伊斯兰的货币系统取代之前通用的拜占庭、萨珊货币系统，还在政府机构中推行阿拉伯语为工作语言，取代原来在叙利亚使用的希腊语、伊拉克使用的波斯语。韦立德继续推进这种改革，705/706年，埃及的底万（政府）改用阿拉伯语，取代了原来使用的希腊语与科普特语。这一改革由埃及总督，韦立德的同父异母兄弟阿卜杜拉实际执行。这些政策使得阿拉伯语在全国范围内成为官方语言，统一了各省五花八门的税制，有助于建立更具意识形态色彩的伊斯兰政府。
早在韦立德的祖父麦尔万在位时，构成倭马亚军队核心的叙利亚阿拉伯部落在684年的迈尔季·拉希特战役后分裂为针锋相对的两大集团，支持麦尔万的诸部落组成了“也门”集团，因为他们的祖先生活在也门（南阿拉伯），而源自北阿拉伯的盖斯诸部落主要支持倭马亚王朝的敌人祖拜尔。691年，阿卜杜勒-麦立克与盖斯诸部落和解，但两大集团仍继续争权夺利，随着叙利亚军人影响力不断增大，被派到伊拉克等省份取代或补充原有的阿拉伯驻军，双方的竞争愈演愈烈。韦立德继续了父亲采取的权力平衡政策，妥善分配政治、军事权力。学者休·肯尼迪更是认为“哈里发可能尽可能让竞争维持在沸腾状态，使双方都无法垄断权力”。韦立德的母亲与盖斯诸部落有亲戚关系，他也给了盖斯派官员一定的优待，但学者威尔豪森怀疑韦立德实际并没有真正偏向某一派，因为“他没有这样做的需要，且中世纪史家也没有指出他有偏向”。
706年，因为麦地那居民抱怨阿卜杜勒-麦立克任命的希贾兹总督希沙姆·本·伊斯玛仪·迈赫祖米虐待虔诚民众，韦立德将其罢免，代以与当地宗教界关系良好的堂兄弟欧麦尔·本·阿卜杜勒-阿齐兹（后来的欧麦尔二世）。但欧麦尔收留遭受哈查只迫害的伊拉克居民，引起了这位总督的敌意，在后者的提议下，欧麦尔于712年被罢免，希贾兹被划为两部分，哈查知的亲信哈立德·盖斯里任麦加长官，奥斯曼·本·海彦·穆里任麦地那长官。韦立德的兄弟苏莱曼（后来的苏莱曼一世）任巴勒斯坦长官，与也门集团建立了密切的联系，又于708年庇护了自哈查只的监狱中逃出的也门派的前呼罗珊总督耶齐德·本·穆赫莱卜，苏莱曼展开游说，并支付大笔赎金给哈查只，迫使起初不情愿的韦立德最终赦免了耶齐德。
709年，韦立德召回了埃及总督阿卜杜拉，这或许是因为民众对这位总督的怨气越来越大，其腐败被认为是该省发生伊斯兰历史上第一次饥荒的主要原因；也有可能是韦立德想任用更加忠诚的古莱·本·舍里克·埃卜西，他的个人书记（卡提卜）。新总督一直任职到715年，建立了一套更有效率的税收系统，扩大了埃及驻军，并在韦立德的命令下修复了福斯塔特清真寺。

### 公共建设与福利
登位伊始，韦立德就以哈里发国史上前所未有的规模开始了公共建设与福利建设，其经费则得自征服与税收。在位期间，哈里发及其兄弟、儿子在叙利亚的道路上设置驿站，挖掘水井，还在城市中安装了路灯。他们还投资于土地开垦，建立运河与灌溉网络，提高了农业产量。穷人可以得到救济，残疾人可以得到仆人的帮助，但这些福利基本仅限于叙利亚地区。 

#### 赞助大清真寺
大马士革的大清真寺——即倭马亚大清真寺，是韦立德在位时建筑工程的最大成就。此寺原为崇敬施洗约翰的教堂，在基督教之前还曾是哈达和朱庇特的神庙，在韦立德之前，穆斯林在教堂中拥有一个小穆萨拉（祈祷地）。但到了韦立德在位时，这一小片地方已难以容纳日益增长的穆斯林人口，大马士革城内也没有足以建造大型清真寺的空地。因此在705年，韦立德下令将该教堂改为清真寺，以城内的其他地产补偿基督徒。原有的外部结构多被拆毁，只有外墙与角塔留存，并用大理石镶嵌与马赛克加以覆盖。哈里发的建筑师在拆毁的空地上建起了大型礼拜堂并留出庭院，四面用开双拱门的封闭门廊环绕，礼拜堂的中心建起了圆顶，北墙上修建了高耸的宣礼塔。整个工程完成于711年，学者布兰金希普指出，大马士革的约4.5万人的驻军被征收相当于他们军饷四分之一的税持续九年，以支付建设费用。学者尼基塔·叶理绥（Nikita Elisséeff）强调，这座清真寺范围广大、建筑宏伟，使之成为“伊斯兰教的世俗霸权与精神威望的象征”。罗伯特·希伦布兰德（Robert Hillenbrand）则注意到韦立德对大型建筑宣称作用的认识，称此寺为“胜利纪念碑”，哈里发旨在令其成为“穆斯林永久存续、至高无上地位的视觉象征”。直到今天，这座清真寺还基本保留着建成时的样式。
在耶路撒冷，韦立德继续了父亲在圣殿山（伊斯兰教称Haram al-Sharif，崇高的圣地）开展的建筑工程。部分中世纪穆斯林记载称阿克萨清真寺是韦立德主持修建的，另外的记载则归功于他的父亲。另外，圣殿山南面、东面墙外靠近阿克萨寺处有一些未完工的行政、住宅建筑，也可追溯到韦立德时代，这些建筑在他死前还没有建成，他的继任者也没有继续建设。
706/707年，韦立德命令欧麦尔·本·阿卜杜勒-阿齐兹扩建麦地那的先知清真寺。为了将穆罕默德和前两任哈里发阿布·伯克尔、欧麦尔的陵墓包含进去，建设者不得不拆毁穆罕默德妻子们的住宅，当地宗教界的反对遭到哈里发的驳斥。在坟墓周围建起了一道华丽的围墙，配有凹形的米哈拉布（祈祷龛）、四座宣礼塔与一个五角形的入口。韦立德为此投入重金，并派遣希腊人、科普特人工匠、运送马赛克到欧麦尔处。希伦布兰德（Hillenbrand）认为，在哈里发国最初的中心修建如此大规模的清真寺，可能是韦立德“承认（麦地那）是他自己权力及伊斯兰教的根源”，想要安抚这座在倭马亚王朝之下失去了政治中心地位的城市的表现。除此寺外，韦立德还因在希贾兹地区扩建了麦加的禁寺、塔伊夫的清真寺而受到赞扬。

## 死亡与评价
715年2月23日，哈查只去世约一年后，韦立德在大马士革郊区的倭马亚王朝冬季行宫代尔·穆兰因病去世。他被埋葬在大马士革小城门或天堂之门附近的墓地中，欧麦尔·本·阿卜杜勒-阿齐兹主持了他的葬礼祈祷。阿卜杜勒-麦立克原本安排让苏莱曼在韦立德死后继位，但韦立德试图直接让自己的儿子阿卜杜勒-阿齐兹继位，使得两兄弟的关系很快紧张起来。然而韦立德在死前未能确保继承权更改，苏莱曼在未遭反对的情况下继位。苏莱曼（715-717年在位）几乎将韦立德任命的总督全数罢免，虽然他继续了前两任哈里发的扩张政策，但大规模扩张的时代基本结束。744年，韦立德的两个儿子耶齐德三世与易卜拉欣相继任哈里发，但前者很快病逝、后者很快退位，加起来统治不到一年。
9世纪史家欧麦尔·本·沙巴（Umar ibn Shabba）的记载称，由于韦立德在位时期征服了伊比利亚、信德、与河中，开展慈善救济，还在大马士革、麦地那修建了宏伟的清真寺，同时代的叙利亚人称韦立德是“最值得尊敬的哈里发”。韦立德的宫廷诗人法赖兹得格为他和他的儿子创作了许多首颂诗。另一位同时代的诗人哲利尔悲叹韦立德的去世，吟道：“哦，眼睛，因回忆而流泪千行，今天之后你的眼泪就再无意义。”学者霍廷指出，由哈查只而联系在一起的阿卜杜勒-麦立克和韦立德两位哈里发代表了“倭马亚王朝力量的巅峰，见证了东西两面的巨大领土扩展，国家的面貌也日益阿拉伯化、伊斯兰化”。在国内，这也是一段和平尔繁荣的时期。学者肯尼迪认为韦立德的统治非常成功，也许代表了倭马亚王朝权力的顶峰，但我们并不确定哈里发本人是否起了关键的直接作用，他的主要成就可能是维持了王朝、军队中派系势力的均势。

## 个人生活
9世纪史家叶耳孤比记载了韦立德的外貌，称他“高大而黝黑”“鼻梁较低……胡须顶端有一绺灰色”，还称他“说话不合语法”。令他父亲懊恼的是，韦立德并不愿意说《古兰经》形式的标准阿拉伯语，但他坚持认为他宫廷中的每个人都了解《古兰经》。较有名的是，他也以之前的哈里发从未有过的姿态接受了君主制的正式标志。
韦立德有许多儿子，叶耳孤比列出了16个名字，塔巴里（923年去世）列出了19个。
同时见于两位史家记载的有：阿卜杜勒-阿齐兹与穆罕默德，母亲是韦立德叔父阿卜杜勒-阿齐兹之女乌姆·拜宁（Umm al-Banin）；阿布·乌拜德（Abu Ubayda），母亲出身费扎雷部落；阿卜杜-拉赫曼（Abd al-Rahman），母亲为哈里发奥斯曼·本·阿凡的三世孙女乌姆·阿卜杜拉·宾特·阿卜杜拉·本·阿慕尔（Umm Abd Allah bint Abd Allah ibn Amr）；耶齐德三世，母亲是萨珊王朝末代储君卑路斯三世之女，被哈查只作为妾侍送给韦立德，名叫沙依·艾弗里德（Shah-i Afrid）或沙菲拉德（Shahfirand）；易卜拉欣，母亲为名叫舒艾尔（Su'ar）或布代拉（Budayra）的妾侍；长子阿拔斯及比什尔、麦斯卢尔（Masrur）、欧麦尔、雷乌赫（Rawh）、哈立德（Khalid）、泰马姆（Tammam）、穆贝什希尔（Mubashshir）、叶海亚（Yahya）、塞德盖（Sadaqa），母亲名字未知。朱莱（Jurayy）只见于叶耳孤比的记载，曼苏尔（Mansur）、安巴萨（Anbasa）、麦尔万（Marwan）只见于塔巴里的记载。

## 引用
1. ↑  Crone & Hinds 1986，第8–9頁.
2. 1 2 3 4 5 6 7 8 9 10 11 12 13 14 15 16 17 18 19 20  Kennedy 2002，第127頁.
3. ↑  Hinds 1990，第118頁.
4. ↑  Kennedy 2016，第79–80頁.
5. ↑  Kennedy 2016，第84頁.
6. ↑  Kennedy 2016，第87頁.
7. 1 2  Marsham 2009，第125頁.
8. ↑  Rowson 1989，第176頁.
9. ↑  Bacharach 1996，第31頁.
10. ↑  Marsham 2009，第126–127頁.
11. ↑  Bacharach 1996，第31–32頁.
12. ↑  Bacharach 1996，第32頁.
13. 1 2 3 4  Hawting 2000，第58頁.
14. 1 2 3 4 5  Dietrich 1971，第41頁.
15. 1 2 3 4 5 6 7 8 9 10 11  Kennedy 2016，第90頁.
16. 1 2 3  Wellhausen 1927，第224頁.
17. 1 2  Wellhausen 1927，第438頁.
18. ↑  Kennedy 2016，第90–91頁.
19. ↑  Wellhausen 1927，第437–438頁.
20. 1 2  Kennedy 2016，第91頁.
21. 1 2 3  Lévi-Provençal 1993，第643頁.
22. 1 2  Kaegi 2010，第15頁.
23. 1 2 3 4 5 6 7 8  Blankinship 1994，第82頁.
24. ↑  一手资料给出了城市陷落的几种不同的说法，自707年至710年都有。现代学者一般认为其发生在708或709年Lilie 1976，第116–118 (esp. note 40)頁
25. 1 2  Crone 1980，第126頁.
26. 1 2 3  Bacharach 1996，第30頁.
27. 1 2  Gibb 1960，第77頁.
28. 1 2  Duri 1965，第324頁.
29. ↑  Blankinship 1994，第38頁.
30. ↑  Kennedy 1998，第71–72頁.
31. ↑  Blankinship 1994，第94–95頁.
32. ↑  Kennedy 2001，第34頁.
33. ↑  Wellhausen 1927，第225–226頁.
34. ↑  Hinds 1990，第201–202頁.
35. ↑  Hinds 1990，第160–161頁.
36. ↑  Hinds 1990，第160–162頁.
37. 1 2  Kennedy 1998，第72頁.
38. ↑  Crone 1980，第125頁.
39. ↑  Kennedy 2016，第86頁.
40. ↑  Wellhausen 1927，第299頁.
41. 1 2 3  Elisséeff 1965，第800頁.
42. 1 2 3  Hillenbrand 1994，第69頁.
43. 1 2 3 4 5  Elisséeff 1965，第801頁.
44. ↑  Hillenbrand 1994，第71–72頁.
45. ↑  Bacharach 1996，第30, 33頁.
46. 1 2 3  Hillenbrand 1994，第73頁.
47. ↑  Munt 2014，第106頁.
48. 1 2  Bacharach 1996，第35頁.
49. 1 2  Munt 2014，第106–108頁.
50. 1 2  Biesterfeldt & Günther 2018，第1001頁.
51. ↑  Hinds 1990，第219, 222頁.
52. ↑  Powers 1989，第3頁.
53. 1 2 3 4 5 6  Hinds 1990，第219頁.
54. ↑  Eisener 1997，第821頁.
55. ↑  Kennedy 2016，第112–113頁.
56. ↑  Blachère 1965，第788頁.
57. ↑  Hinds 1990，第221頁.
58. ↑  Biesterfeldt & Günther 2018，第1001, 1004頁.
59. ↑  Wellhausen 1927，第224–225頁.
60. 1 2 3  Biesterfeldt & Günther 2018，第1001–1002頁.
61. ↑  Ahmed 2010，第123頁.
62. ↑  Hillenbrand 1989，第234頁.
63. ↑  Biesterfeldt & Günther 2018，第1056頁.
64. ↑  Biesterfeldt & Günther 2018，第1058頁.